# Pierre Jaillard Bressan
Pierre Jaillard Bressan (anglisiert: Peter Bressan; * 27. Mai 1663 in Bourg-en-Bresse; † 21. April 1731 in Tournai) war ein französischer Holzblasinstrumentenbauer.

## Leben
Er war das dritte von fünf Kindern von Claude und Phillibert (geb. Mercier) Bressan.
1667 starben sein Vater und Großvater und die Kinder wurden in die Obhut von Philibert Cavasod gegeben. Dieser war verantwortlich für ihre Ausbildung und schickte sie vermutlich ins Collège in Bourg.
Ab dem 13. Mai 1678 absolvierte Pierre Jaillard Bressan für zwei Jahre eine Lehre bei dem Meisterdrechsler Jean Bossier in Bourg. Fraglich bleibt, inwiefern Bossier mit der Kunst des Instrumentenbaus vertraut war.
Am 29. Dezember 1679 starb Jeanne Cattin Bressan, Pierres Großmutter, die als enge Bezugsperson betrachtet werden kann.
Nach Beendigung der Lehre sind für zehn Jahre keine Lebensdaten Bressans überliefert, bis er 1690 in London wieder in Erscheinung trat. Unter dem Namen Brezong/Brazong wurde er als einer von fünf Oboisten, die die Reise König Williams III. nach Holland begleiteten, vermerkt.
1706  heiratete er Mary Margaret Mignon und zeugte mit ihr zehn Kinder, von denen vier das Erwachsenenalter erreichten. Sie lebten im Somerset House, dem Anwesen ihres Vaters, Claude Mignon. Nach dessen Tod wurde Bressan zum Hausbesitzer ernannt. Er lebte und wirkte hier in einem französisch-katholischen Umfeld.
Am 21. April 1731 starb er krankheitsbedingt während einer Reise durch die Niederlande.

## Berufung
Es wird angenommen, dass Bressan sein Handwerk gemeinsam mit Jean Jacques Rippert bei Mitgliedern der Hotteterre-Familie in Paris erlernt hat.
In London wirkte er als Instrumentenbauer und Musikalienhändler. Er war an der Veröffentlichung von Pietro Castruccis Violinsonaten (1718) und Francesco Barsantis Flötensonaten (1724) beteiligt und finanzierte Jean-Claude Gilliers Recueil d’airs François (1723) und Johann Ernst Galliards Hymn of Adam and Eve (1728).
1722 richtete Bressan mit einer Gruppe von 29 anderen Personen einen Antrag an den König, in dem sie ihre Einbürgerung erbaten. Mit dem Erhalt des Letter of Denization erhielt Bressan ein Jahr später das Recht, Land zu besitzen und Waren zu kaufen.
Aus der Zeit zwischen 1692  und 1695 sind Einträge über Bressan im Talbot Manuscript überliefert. Er wird hier mit der französischen Oboe, Tenoroboe, flute d’allemagne, Tenor- und Bassblockflöten assoziiert. In der Meldung seines Todes in einem Zeitungsartikel vom 6. Mai 1731 wurde er „that celebratet artist in making flutes“ genannt.
Eine Inventarliste seines Nachlasses verdeutlicht, dass er jegliche Art gängiger Holzblasinstrumente gefertigt hat. Des Weiteren demonstrieren 76 Bilder, Drucke, Porträts und Büsten seine Hingabe für die bildende Kunst, die er zu Lebzeiten mit einer Reihe von Ausstellungen in seinem Haus zelebriert hat.

## Werk
Heute sind noch drei Traversflöten und 48 Blockflöten aus Bressans Werkstatt erhalten. Der niederländische Holzblasinstrumentenbauer Jan Bouterse untersuchte die Klangeigenschaften einiger erhaltener Instrumente und  kam zu der Schlussfolgerung, dass sich kein klarer Konsens finden lässt. Dennoch herrscht in Fachkreisen die Meinung, dass sich Bressaninstrumente besonders durch ihr volles, tiefes Register auszeichnen, während sie in der mittleren und hohen Lage eher zärtlich klingen.